# Кечмания 28
Кечмания 28 (на английски: WrestleMania XXVIII, WrestleMania 28) е турнир на Световната федерация по кеч. Турнирът е pay-per-view и се провежда на 1 април 2012 г. на Сън Лайф Стейдиъм в Маями, Флорида.

## Мачове
| #        | Мачове | вид на мача | Време |
| -------- | --- | --- | ----- |
| Dark мач | Епико и Примо (c) (с Роза Мендез) победиха Джъстин Гейбриъл и Тайсън Кид срещу Братята Усо | Тройна заплаха за отборните титли                                                                                       | 05:11 |
| 1        | Шеймъс победи Даниел Брайън (c) (с Ей Джей Лий) | Сингъл мач за титлата в тежката категория                                                                               | 00:18 |
| 2        | Кейн победи Ренди Ортън | Сингъл мач | 10:56 |
| 3        | Грамадата победи Коуди Роудс (c) | Сингъл мач за интерконтиненталната титла                                                                                | 05:18 |
| 4        | Кели Кели и Мария Менунос победиха Бет Финикс и Ийв Торес | Отборен мач на диви | 06:49 |
| 5        | Гробаря победи Трите Хикса | Мач Ад в клетката със специален съдия Шон Майкълс                                                                       | 30:50 |
| 6        | Отбор Джони (Дейвид Отунга (капитан), Марк Хенри, Долф Зиглър, Джак Фукльото, Миз и Дрю Макинтайър) (с Джон Лауринайтис, Вики Гереро, и Бри Бела) победи Отбор Теди (Сантино Марела (капитан), Ар Труф, Кофи Кингстън, Зак Райдър, Великият Кали и Букър Ти) (с Теди Лонг, Хорнсуогъл, Ийв Торес, Ники Бела, и Аксана) | Отборен мач между 12 души. Главният мениджър на печелившия отбор ще стане главен мениджър на Първична Сила и Разбиване. | 10:38 |
| 7        | Си Ем Пънк (с) победи Крис Джерико | Сингъл мач за титлата на федерацията. Ако Пънк бъде дисквалифициран ще загуби титлата.                                  | 22:21 |
| 8        | Скалата победи Джон Сина | Сингъл мач | 33:34 |